# Callophrys intermedia
Callophrys intermedia är en fjärilsart som beskrevs av Tutt 1907. Callophrys intermedia ingår i släktet Callophrys och familjen juvelvingar. Inga underarter finns listade i Catalogue of Life.